# Aeropuerto Internacional de Juba
El Aeropuerto Internacional de Yuba (IATA: JUB, OACI: HSSJ) es un aeropuerto que sirve a la ciudad de Yuba, capital de Sudán del Sur. Este está ubicado a 5 km al noreste del centro de la ciudad. La ciudad y aeropuerto están ubicados en el estado de Ecuatoria Central.
Este es uno de los dos aeropuertos que existen en Sudán del Sur, el otro es el Aeropuerto de Malakal. En el aeropuerto operan aerolíneas locales, internacionales y de transporte de carga. También el aeropuerto era una parada importante para las operaciones de Naciones Unidas a Sudán del Sur y continua siéndolo bajo la Misión de Asistencia de las Naciones Unidas en la República de Sudán del Sur (UNMISS), este también es utilizado por el Programa Mundial de Alimentos y la Fuerza Aérea Sursudanesa.

## Historia

### Expansión del aeropuerto

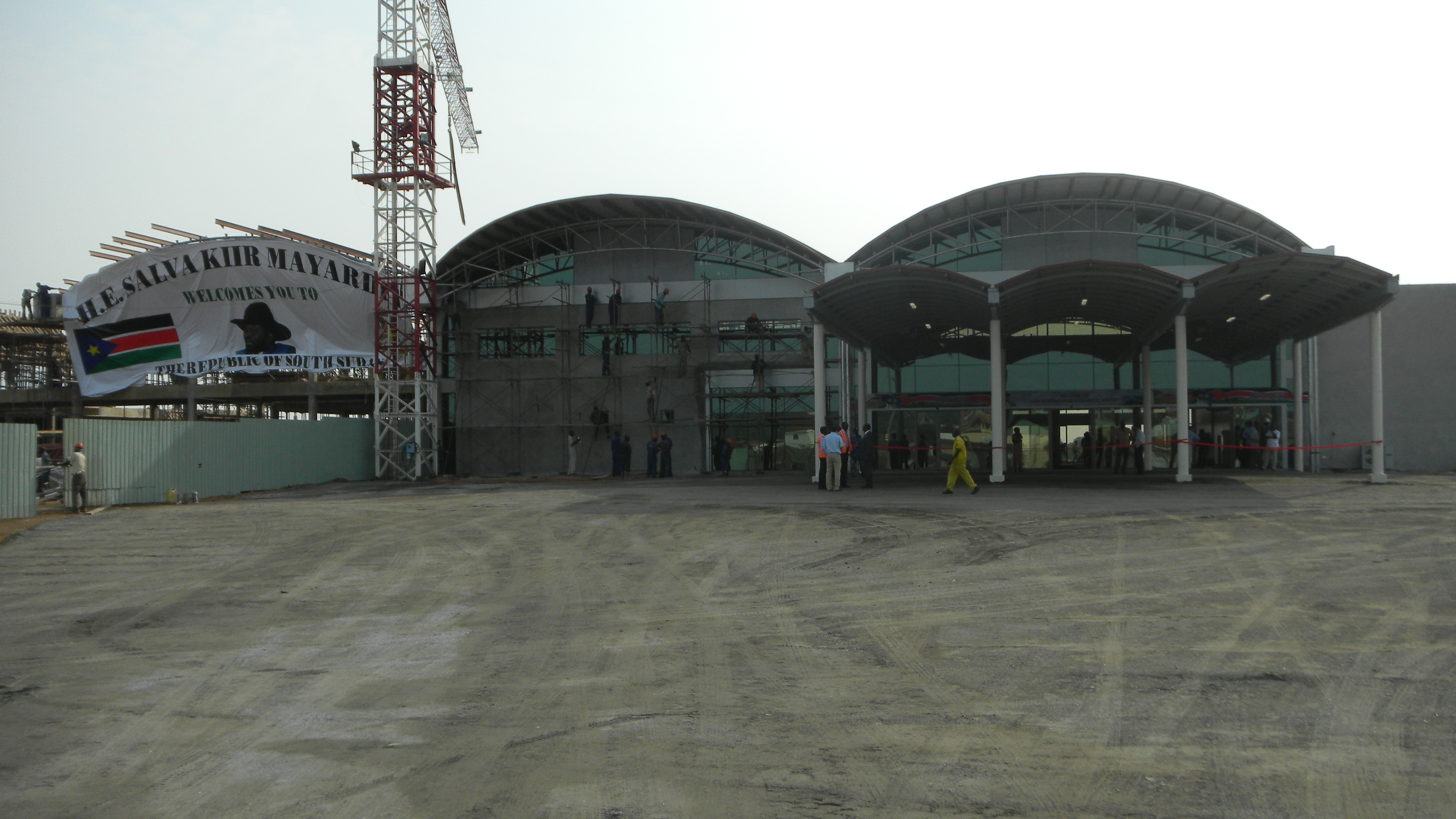
Terminal del Aeropuerto en construcción.

En mayo de 2011, comenzaron las obras de ampliación del aeropuerto internacional de Juba. Las obras incluyeron la ampliación de la terminal de pasajeros y la de carga, la re-pavimentación de la pista y la instalación de luces de aterrizaje para facilitar las operaciones nocturnas.
A partir de julio de 2011, el aeropuerto internacional de Juba puso en funcionamiento un nuevo sistema de luces de pista con luces de aproximación simples para la Pista 13/31, luces de borde de pista y de plataforma, mangas de viento iluminadas, una torre para el control del tráfico y luces PAPI.
En julio de 2014, el gobierno anuncio un proyecto para extender el aeropuerto, las obras comenzaron en septiembre, durando 30 meses. El proyecto pretendía extender y renovar la pista añadiéndole 700 metros a los 2400 ya existentes.
En 2016, el aeropuerto fue nombrado como el segundo peor aeropuerto del mundo y en 2017 como el peor.

## Equipamiento
El aeropuerto se encuentra a 461 metros sobre el nivel del mar. Este tiene una pista designada como 13/31 con superficie de asfalto de 3100 × 45 metros (10.171 ft × 148 ft)
La pista tiene cinco calles de rodaje; Alpha, Bravo, Delta, Echo and Foxtrot (Foxtrot es usada exclusivamente por militares). El Bactracking es usado frecuentemente por los aviones comerciales para acceder a la longitud total de la pista

## Aerolíneas y destinos

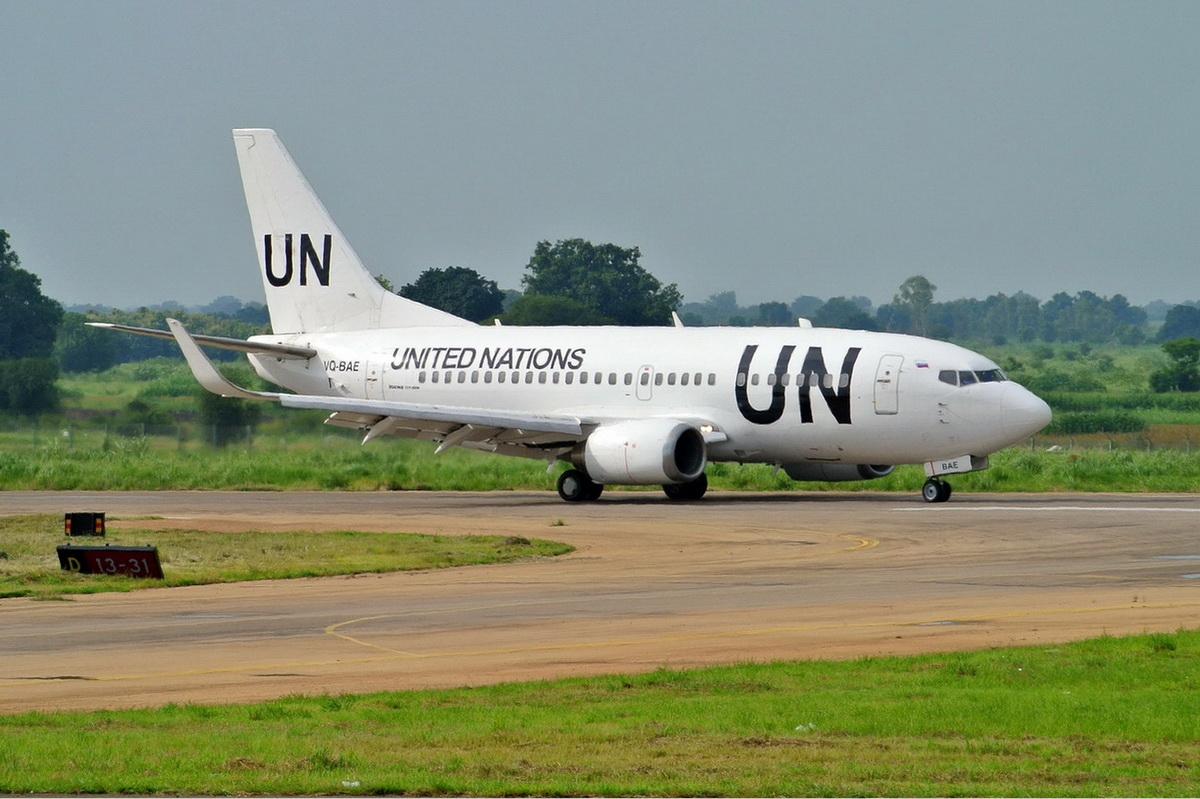
Boeing 737-500 operado por el Servicio Humanitario Aéreo de la ONU rodando en el aeropuerto

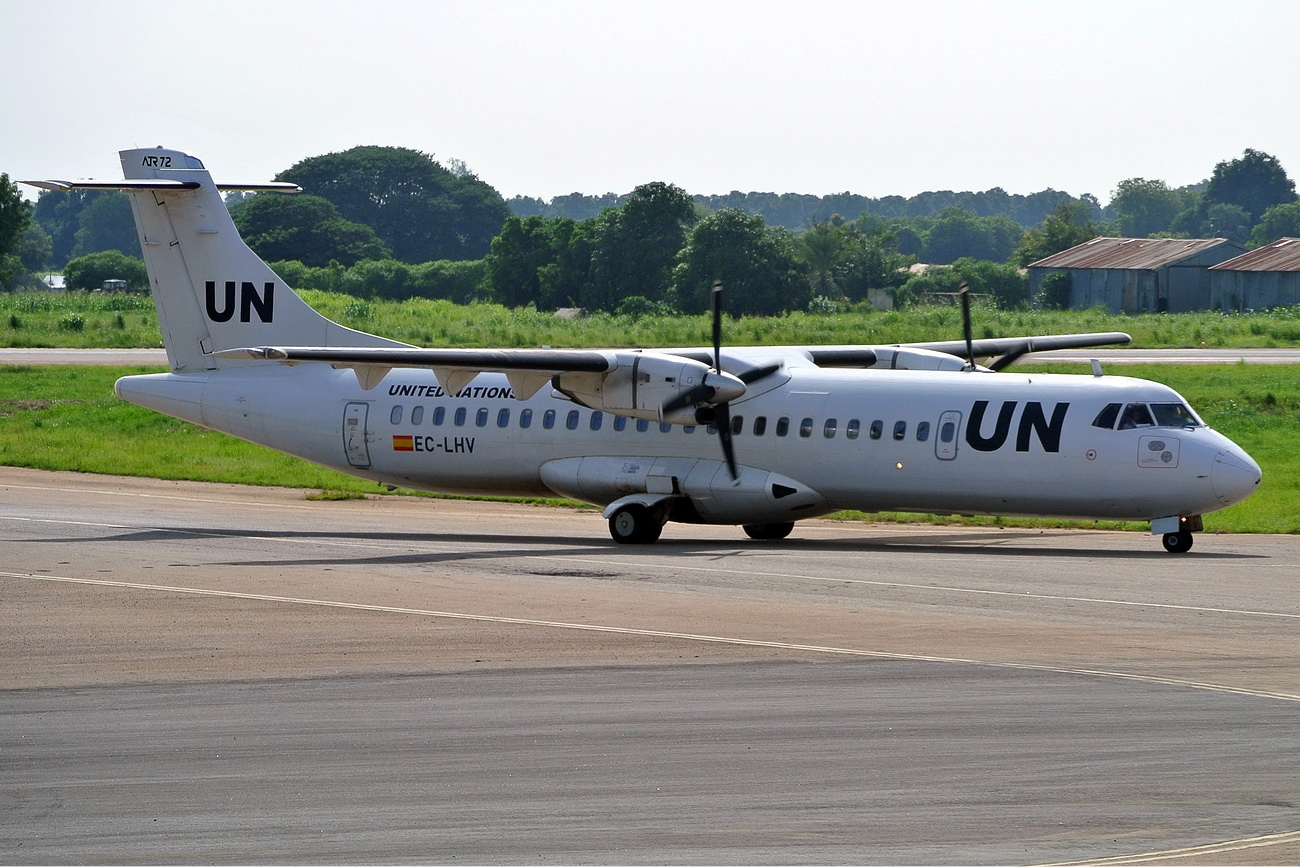
ATR 72 operado por el Servicio Humanitario Aéreo de la ONU rodando en el aeropuerto.

### Pasajeros
| Aerolíneas              | Destinos                                               |
| ----------------------- | ------------------------------------------------------ |
| African Express Airways | Nairobi                                                |
| Badr Airlines           | Jartum y Wau                                           |
| Egyptair                | El Cairo                                               |
| Ethiopian Airlines      | Adís Abeba y Entebbe                                   |
| Fly540                  | Nairobi                                                |
| Flydubai                | Dubái                                                  |
| Golden Wings Aviation   | Uwail, Entebbe, Jartum, Malakal, Paloich, Rumbek y Wau |
| Kenya Airways           | Jartum y Nairobi                                       |
| Nova Airways            | Jartum                                                 |
| RwandAir                | Entebbe y Kigali                                       |
| Sky Travel and Aviation | Gulu                                                   |
| Sudan Airways           | Jartum                                                 |
| Tarco Aviation          | Jartum                                                 |
| Turkish Airlines        | Estambul                                               |
| Uganda Airlines         | Entebbe                                                |

### Carga
| Aerolíneas               | Destinos                      |
| ------------------------ | ----------------------------- |
| Astral Aviation          | Nairobi                       |
| Ethiopian Airlines Cargo | Adís Abeba, Buyumbura y Lieja |
| Safe Air                 | Nairobi                       |

## Accidentes e incidentes
- El 19 de diciembre de 2013, un Boeing 737-500 de Nova Airways (ST-NVG) sufrió un colapso del tren de morro que provocó daños importantes al aterrizar en Yuba. Este fue el mismo día en que mucha gente estaba siendo evacuada de Yuba debido a la Guerra Civil de Sudán del Sur. El avión de Nova Airways bloqueó la pista durante varias horas, lo que retrasó la evacuación. La aeronave fue reparada y devuelta al servicio.[1]
- El 4 de noviembre de 2015, un Antonov An-12BK (EY-406) se estrelló en el despegue, a 800 metros de la pista. El Antonov An-12 completamente cargado pasó bajo sobre los edificios al final de la pista y se estrelló en una zona húmeda junto al río Nilo. No hubo fuego después del accidente. Al menos 41 personas murieron. Tres sobrevivieron al accidente, aunque uno murió más tarde, dejando a una niña y un hombre como los únicos sobrevivientes de este accidente.
- El 10 de diciembre de 2019, un Bombardier Dash 8-400 de Ethiopian Airlines (ET-AQC), se salió de la pista durante el despegue. La aeronave sufrió daños sustanciales. Las 21 personas a bordo sobrevivieron.[2]
- El 22 de agosto de 2020, un avión de carga Antonov An-26 perteneciente a South West Aviation se estrelló después de despegar en un vuelo de carga chárter a Uwail, Sudán del Sur. 17 personas fueron reportadas muertas.[3]
- El 2 de noviembre de 2021, un Antonov An-26 de carga se estrelló poco después de despegar, matando a 5 personas.[4]